# Четвериков, Игорь Вячеславович
Игорь Вячеславович Четвериков (1904, Кузнецк, Саратовская губерния — 1987, Ленинград) — советский авиаконструктор, кандидат технических наук (1951), инженер-полковник.

## Биография
Родился 25 января 1904 года в Кузнецке Саратовской губернии.
С 16 лет работал на Волге кочегаром на пароходах. В 1926 году окончил рабфак Саратовского университета, в 1928 году — факультет водных сообщений Ленинградского института инженеров путей сообщения по специальности «самолётостроение».
Работал в конструкторском бюро Морского опытного самолётостроения (МОС) Д. П. Григоровича, а после его ареста — П. Ришара.
С отъездом Ришара на родину, КБ МОС было переподчинёно ЦКБ ЦАГИ, где им продолжил руководить Четвериков. В 1933 году главным конструктором КБ МОС был назначен Г. М. Бериев, а И. В. Четвериков организовал своё КБ при Отделе строительства глиссеров и аэросаней (ОСГА) в НИИ гражданского воздушного флота.
В 1935 году ОКБ Четверикова получило базу в Севастополе и было передано из Главного управления гражданского воздушного флота в Главное управление авиационной промышленности Наркомата оборонной промышленности СССР. В эти годы под руководством Четверикова были разработаны: морской дальний разведчик МДР-3, самолёт для подводной лодки (СПЛ), арктический разведчик АРК-3, МДР-6 (Че-2), выпускавшийся серийно.
С мая 1942 по 1946 год возглавлял опытный завод № 458 (ныне АО «ДМЗ» им. Н. П. Федорова"), организованный в посёлке Иваньково (ныне г. Дубна) на месте эвакуированного Завода № 30.
В 1947 году под руководством Четверикова был разработан транспортный самолёт-амфибия ТА-1.
В конце 1948 года ОКБ было закрыто и Четвериков перешел на преподавательскую работу ЛКВВИА.
21 августа 1967 года он был уволен в запас.
Умер в Ленинграде в 1987 году.

## Награды
- Орден Отечественной войны 1-й степени (16.09.1945)[1]
- Медали